# Sftp (Unix)
sftp est un utilitaire Unix permettant d'échanger des fichiers par Secure File Transfer Protocol.

## Exemples
```
user@serveur-local:~$
 
sftp
 
serveur-distant

```